# Văn phòng Quốc hội (Việt Nam)
Văn phòng Quốc hội là cơ quan giúp việc của Quốc hội, có trách nhiệm nghiên cứu, tham mưu tổng hợp và tổ chức phục vụ mọi hoạt động của Quốc hội, Uỷ ban Thường vụ Quốc hội, Chủ tịch Quốc hội, các Phó Chủ tịch Quốc hội, của Hội đồng dân tộc và các Uỷ ban của Quốc hội.

## Lịch sử
Ngày 6-7-1981, Hội đồng Nhà nước đã công bố Nghị quyết số 01-NQ/HĐNN7 về tổ chức, nhiệm vụ của Văn phòng Quốc hội và Hội đồng Nhà nước. Theo nghị quyết, Văn phòng Quốc hội và Hội đồng Nhà nước là cơ quan giúp việc Quốc hội và Hội đồng Nhà nước, có trách nhiệm phục vụ mọi hoạt động của Hội đồng Nhà nước, Chủ tịch và các Phó Chủ tịch Quốc hội, các hội đồng và ủy ban của Quốc hội. Đồng thời Hội đồng Nhà nước công bố Nghị quyết số 02-NQ/HĐNN7 về việc bổ nhiệm ông Nguyễn Việt Dũng giữ chức vụ Chủ nhiệm Văn phòng Quốc hội và Hội đồng Nhà nước.

## Nhiệm vụ
- Phục vụ Quốc hội và Uỷ ban thường vụ Quốc hội trong công tác xây dựng pháp luật, giải thích Hiến pháp, luật, pháp lệnh;[3]
- Nghiên cứu, phục vụ Quốc hội trong việc ban hành các chính sách cơ bản, nghị quyết, quyết định về kinh tế - xã hội, quốc phòng - an ninh, đối ngoại, về tổ chức và nhân sự thuộc thẩm quyền của Quốc hội;[3]
- Tổ chức phục vụ Quốc hội thực hiện quyền giám sát tối cao; nghiên cứu tổ chức phục vụ Uỷ ban thường vụ Quốc hội giám sát và hướng dẫn hoạt động của Hội đồng nhân dân các cấp;[3]
- Tổ chức phục vụ Uỷ ban thường vụ Quốc hội nghiên cứu các vấn đề về bầu cử Quốc hội và Hội đồng nhân dân, công bố việc bầu cử Hội đồng nhân dân các cấp, công bố và chủ trì việc bầu cử đại biểu Quốc hội;[3]
- Nghiên cứu phục vụ Uỷ ban thường vụ Quốc hội chỉ đạo, điều hoà phối hợp hoạt động của Hội đồng Dân tộc và các Uỷ ban của Quốc hội, bảo đảm điều kiện hoạt động cho các đại biểu Quốc hội;[3]
- Tiếp dân, chuyển đơn khiếu nại tố cáo của công dân đến các cơ quan hữu quan và đôn đốc các ngành, các cấp giải quyết đơn thư khiếu nại tố cáo theo quy định của pháp luật;[3]
- Nghiên cứu phục vụ Uỷ ban thường vụ Quốc hội quyết định biên chế hàng năm và quy định chính sách, chế độ đối với Toà án nhân dân tối cao, Viện kiểm sát nhân dân tối cao và Văn phòng Quốc hội;[3]
- Nghiên cứu, phục vụ Uỷ ban thường vụ Quốc hội xây dựng chương trình và tổ chức phục vụ các kỳ họp Quốc hội và các phiên họp của Uỷ ban thường vụ Quốc hội, nghiên cứu các vấn đề và chuẩn bị các dự án do Uỷ ban thường vụ Quốc hội, Chủ tịch Quốc hội và các Phó Chủ tịch Quốc hội giao;[3]
- Đôn đốc việc chuẩn bị và bảo đảm thủ tục trình Quốc hội, Uỷ ban thường vụ Quốc hội các dự án, báo cáo, tờ trình của các cơ quan và tổ chức hữu quan;
- Tổ chức và quản lý công tác thông tin, báo chí, xuất bản, thư viện của Quốc hội;[3]
- Phục vụ Chủ tịch Quốc hội chỉ đạo và thực hiện ngân sách của Quốc hội, quản lý công tác quản trị, tài vụ, hành chính, văn thư, in ấn, lưu trữ, bảo vệ và lễ tân của cơ quan.[3]

## Lãnh đạo

### Khóa XV
- Chủ nhiệm kiêm Tổng thư ký Quốc hội:
  - Bùi Văn Cường - Ủy viên Trung ương Đảng (đến 10/2024)
  - Lê Quang Tùng - Ủy viên Trung ương Đảng (từ 11/2024)
- Phó Chủ nhiệm:
  - Phạm Đình Toản - Phó Bí thư Đảng ủy
  - Nguyễn Thị Thúy Ngần - Phó Tổng Thư ký Quốc hội thường trực
  - Nguyễn Mạnh Hùng
  - Vũ Minh Tuấn

### Khóa XIV
- Chủ nhiệm kiêm Tổng thư ký Quốc hội:
  - Nguyễn Hạnh Phúc (7/2011-4/2021) - Ủy viên Trung ương Đảng [4]
  - Bùi Văn Cường (từ 4/2021) - Ủy viên Trung ương Đảng
- Phó Chủ nhiệm:
  - Trần Sỹ Thanh, Ủy viên Trung ương Đảng (đến 4/2021)
  - Nguyễn Thị Thúy Ngần
  - Phạm Đình Toản
  - Nguyễn Mạnh Hùng
  - Phạm Thúy Chinh
  - Vũ Minh Tuấn

### Khóa XIII
- Chủ nhiệm kiêm Tổng thư ký Quốc hội:
  - Nguyễn Hạnh Phúc - Ủy viên Trung ương Đảng
- Các Phó Chủ nhiệm:
  - Nguyễn Văn Đại
  - Thân Đức Nam
  - Nguyễn Hữu Toàn
  - Nguyễn Thanh Hải
  - Vũ Văn Phòng
  - Phạm Đình Toản
  - Trần Ngọc Đường
  - Nguyễn Sĩ Dũng

## Đảng ủy Văn phòng Quốc hội
- Bí thư: Lê Quang Tùng
- Phó Bí thư chuyên trách: Trịnh Giáng Hương
- Phó Bí thư: Phạm Đình Toản
- Ủy viên thường vụ: Nguyễn Phương Thủy
- Ủy viên thường vụ: Hoàng Minh Hiếu
- Ủy viên thường vụ: Phạm Thúy Chinh
- Ủy viên thường vụ: Nguyễn Hữu Toàn

## Cơ cấu tổ chức

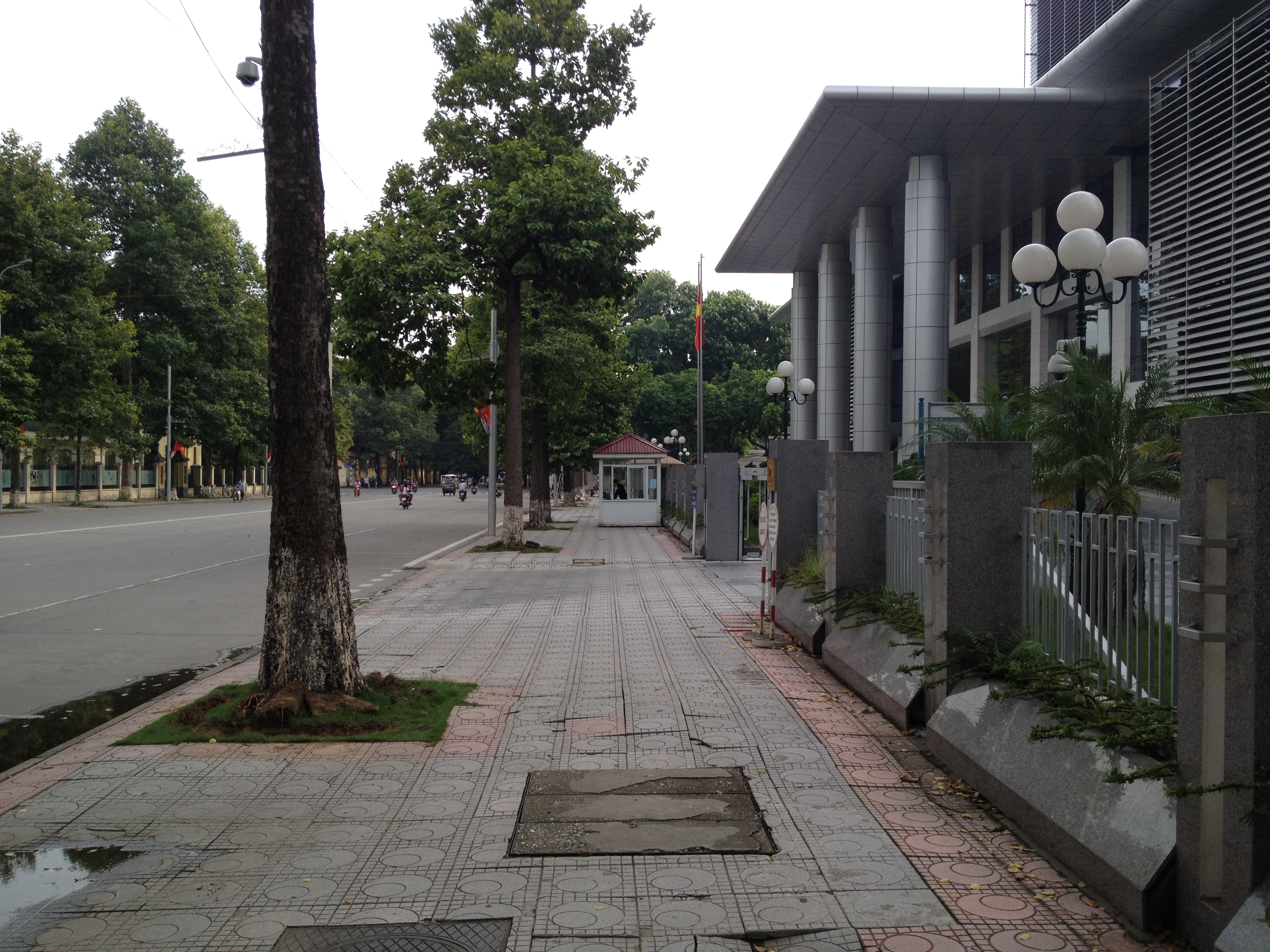
Chi nhánh Văn phòng Quốc hội ở 37 Hùng Vương, Hà Nội

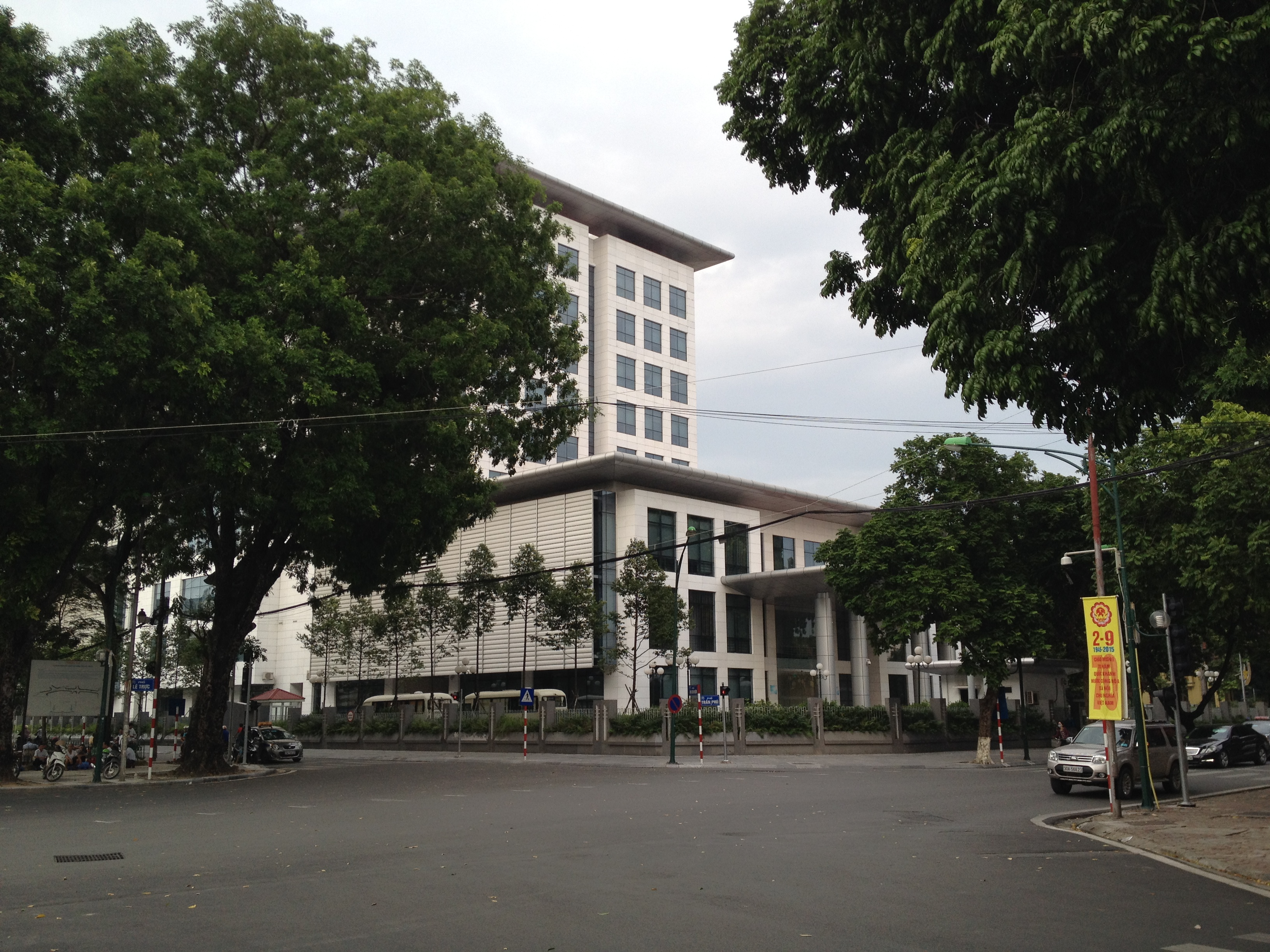
Chi nhánh Văn phòng Quốc hội ở đường Trần Phú, Hà Nội

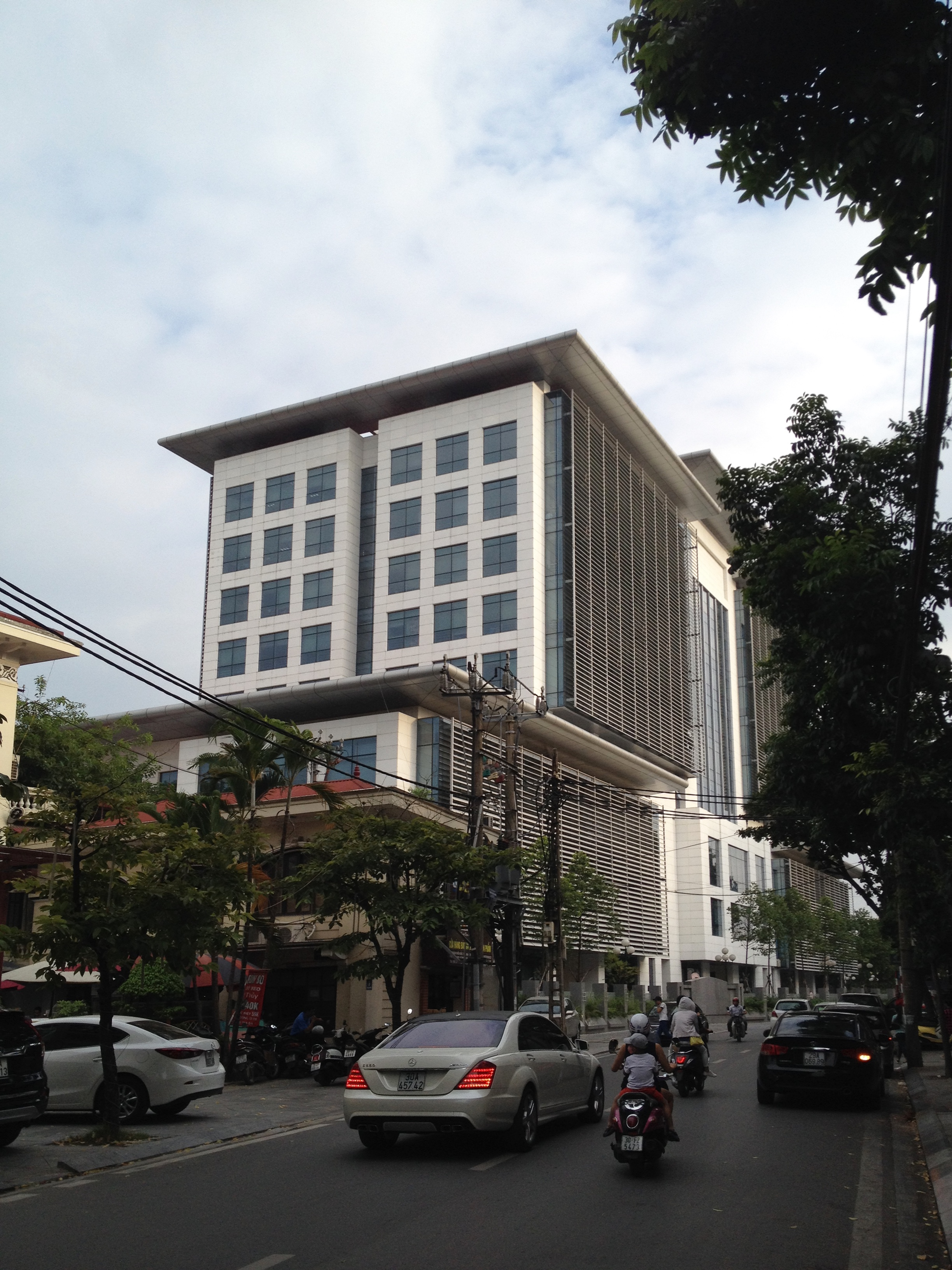
Chi nhánh Văn phòng Quốc hội ở đường Ông Ích Khiêm, Hà Nội

### Cơ quan phục vụ chung[5]
- Vụ Thư ký
- Vụ Tổng hợp
- Vụ Phục vụ hoạt động giám sát
- Vụ Hành chính
- Vụ Tổ chức- Cán bộ
- Vụ Kế hoạch- Tài chính
- Vụ Thông tin
- Thư viện Quốc hội
- Vụ Tin học
- Vụ Lễ tân và Hợp tác quốc tế
- Cục Quản trị I
- Cục Quản trị II
- Cục Quản trị III
- Văn phòng Đảng - Đoàn thể
- Báo Đại biểu nhân dân

### Cơ quan phục vụ các Ủy ban của Quốc hội[5]
- Vụ Dân tộc
- Vụ Pháp luật
- Vụ Tư pháp
- Vụ Kinh tế
- Vụ Tài chính, ngân sách
- Vụ Quốc phòng và An ninh
- Vụ Văn hóa, giáo dục
- Vụ Xã hội
- Vụ Khoa học, công nghệ và môi trường
- Vụ Đối ngoại
- Vụ Dân nguyện
- Vụ Công tác đại biểu
- Trung tâm Bồi dưỡng đại biểu dân cử

## Chủ nhiệm qua các thời kỳ
- Lê Quang Tùng (2024-nay)
- Bùi Văn Cường (2021-2024)
- Nguyễn Hạnh Phúc (2011-2021)
- Trần Đình Đàn (2007-2011)

## Phó Chủ nhiệm qua các thời kỳ
- Nguyễn Sĩ Dũng (2003-2016)
- Nguyễn Đức Hiền (2003-2016)
- Trần Ngọc Đường (2013-2016)